# Лодовіко Карраччі
Лодовіко Карраччі (італ. Lodovico Carracci; 21 квітня 1555, Болонья, Італія — 13 листопада 1619, Болонья, Італія) — італійський живописець, гравер і скульптор, один з найяскравіших представників болонської школи.

## Біографія
Учень Просперо Фонтана, Лодовіко Карраччі у своїх численних поїздках вивчав творчість італійських майстрів. Повернувшись до Болоньї, з високою метою відродження мистецтва він заснував зі своїми двоюрідними братами Агостіно й Аннібале нову школу живопису — «Академію спрямованих на шлях» (Academia degli Incamminati), яка незважаючи на глузування маньєристів старого зразка незабаром стала в Італії центром художньої освіти. Принципами її були: безпосереднє спостереження за природою, вивчення античного мистецтва і наслідування великим майстрам: в малюнку та русі — Мікеланджело, в колориті — Тіціанові, в композиції та вираженні — Рафаелю, в світлотіні та грації — Корреджо.
Хоча художники, що входили до складу цієї академії (такі, як перший асистент Карраччі Джакомо Каведоне), яких сам Лодовіко Карраччі називав «еклектиками», відрізнялися своєрідним стилем, їх роботи виявляли одночасно схожість з відомими шедеврами живопису. У ранніх роботах самого Лодовіко Карраччі (наприклад, у фресках у церкві Санкт-Мікеле-ін-Боско) занадто помітно наслідування Корреджо та Парміджаніно. У більш зрілих своїх творах він демонструє більшу самостійність (наприклад, у «Богородиці у славі» та у фресках з життя св. Бенедикта в монастирі Санкт-Мікеле-ін-Боско). Лодовіко Карраччі є також родоначальником особливого роду картин страдницького пафосу — численних «Ecce Homo» та «Mater Dolorosa», створених болонської школою. В Ермітажі зберігаються «Святе Сімейство», «Несення хреста», «Покладання в гріб» та «Святий Себастьян».